# Chrissie Hynde
Christine Ellen Hynde (ur. 7 września 1951 w Akron, Ohio) – amerykańska piosenkarka i gitarzystka rockowa, liderka zespołu The Pretenders. W 1985 roku nagrała wraz z zespołem UB40 cover piosenki „I Got You Babe”, dokładnie po 20 latach od jej wykonania przez duet Sonny & Cher.

## Publikacje
- Reckless: My Life as a Pretender, 2015, Doubleday, ISBN 978-0-385-54061-2

## Dyskografia

### The Pretenders
- Pretenders (1979)[1]
- Pretenders II (1981)[1]
- Learning to Crawl (1984)[1]
- Get Close (1986)[1]
- Packed! (1990)[1]
- Last of the Independents (1994)[1]
- Viva el Amor (1999)[1]
- Loose Screw (2002)[1]
- Break Up the Concrete (2008)[1]
- Alone (2016)[1]
- Hate for Sale (2020)[1]
- Relentless (2023)

### Albumy solowe
- Stockholm (2014) - UK No. 22[1]
- Valve Bone Woe (2019) - UK No. 32 and UK Jazz/Blues No. 1[1]
- Standing in the Doorway: Chrissie Hynde Sings Bob Dylan (2021)[1]